# Stokkebæk Å
Stokkebæk Å er et vandløb på Sydøstfyn, der har sit udspring vest for Gudbjerg i det gamle Gudbjerg Sogn. 
Åen gennemløber landskabet og har tidligere givet kraft til en række vandmøller på turen til Sydøstfyns kyst ved  Stokkebæk Huse, nogle kilometer nord for Lundeborg. 
Vandmøllerne var:
- Mullerup
- Gudbjerg Mølle vestkanten af Gudbjerg Sogn.
- Gudme Teglværk vest for Gudme by.
- Hesselager Mølle, bag Hesselager Kirke.
- Vormark Mølle i dalen ved mejeriet i Vormark, det nu nedlagte Vormark Andelsmejeri

## Stokkebækskolen
Stokkebæk gav i august 2011 navn til Stokkebækskolen, som er en sammenlægning af skolerne i Hesselager, Gudme og Gudbjerg. De tre landsbyer, som åen løber igennem.
55°09′58.2″N 10°42′29.6″Ø / 55.166167°N 10.708222°Ø